# Diễn xuất

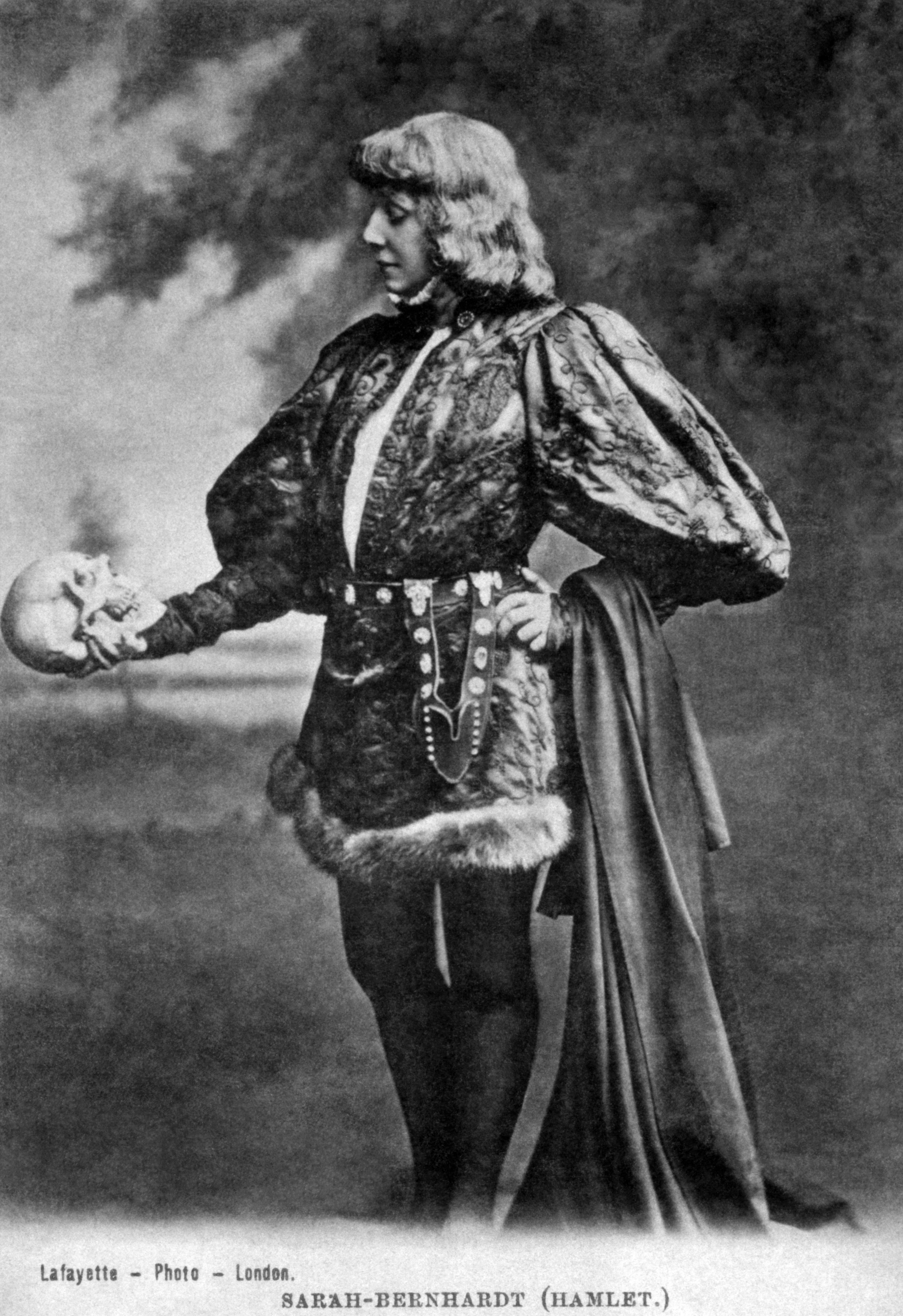
Sarah Bernhardt - nữ diễn viên sân khấu kịch và điện ảnh thời kỳ đầu người Pháp - đang đóng vai hoàng tử Hamlet

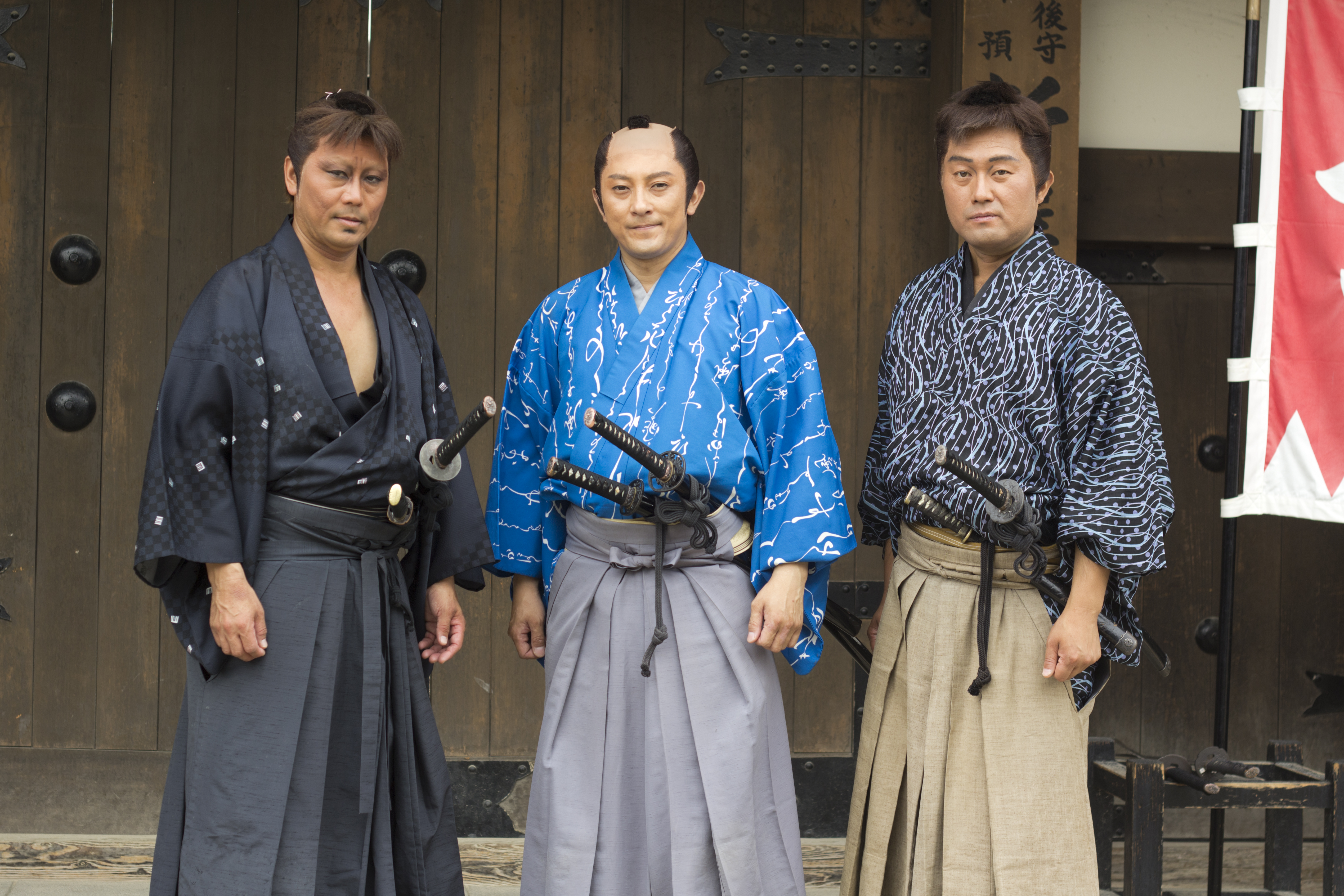
Ảnh chụp các diễn viên trong trang phục của samurai và rōnin tại phim trường Eigamura ở thành phố Kyōto, Nhật Bản

Diễn xuất (tiếng Anh: acting), tùy từng trường hợp còn gọi là diễn kịch, đóng kịch hay đóng phim, là hoạt động trong đó một câu chuyện được kể bằng các phương pháp thi hành bởi một diễn viên vốn đóng vai một nhân vật—trên sân khấu kịch, truyền hình, điện ảnh, radio hay bất kỳ phương tiện nào khác mà tận dụng hình thức mô phỏng.
Những nguồn tư liệu cổ xưa nhất ở phương Tây có nghiên cứu về nghệ thuật diễn xuất (tiếng Hy Lạp cổ: ὑπόκρισις, hypokrisis) cho rằng nó là một phần của nghệ thuật tu từ học.